# De prinses van de roode planeet
De prinses van de roode planeet (Engelse titel: The Master Mind of Mars) is een science fantasy boek van de Amerikaanse schrijver Edgar Rice Burroughs. Het is het zesde deel uit de Barsoom-serie. Het verhaal werd voor het eerst gepubliceerd van op 15 juli 1927 in het tijdschrift Amazing Stories Annual, alvorens in 1928 in boekvorm te worden uitgebracht.

## Inhoud
De protagonist van het boek is Ulysses Paxton, een Amerikaans soldaat die bekend is met de verhalen over John Carter. Wanneer hij tijdens een veldslag in de Eerste Wereldoorlog zwaar gewond raakt, wordt hij op dezelfde manier als John Carter naar Mars getransporteerd.
Op Mars wordt hij gevonden door de gestoorde geleerde Ras Thavas, die een laboratorium heeft op een klein eilandje in een ondoordringbaar moeras. Ras Thavas is een zeer bedreven chirurg. Zijn specialiteit is een door hemzelf uitgevonden manier om hersenen te transplanteren naar een ander lichaam. Hij verdient hier zijn brood mee door rijke klanten voor grof geld nieuwe, jongere lichamen aan te bieden. Deze lichamen, die hij vaak via ontvoering of via opkoping verkrijgt, worden totdat Ras Thavas ze kan verkopen, bewaard in een schijndode toestand.
Ras Thavas geeft Paxton de Martiaanse naam Vad Varo, en maakt hem tot zijn leerling. Vad Varo is getuige van hoe Xaxa, de lelijke oude jeddara (keizerin) van de stadstaat Phundahl, Ras Tavas betaald om haar brein over te laten zetten in het lichaam van een jonge vrouw genaamd Valla Dia. Vad Varo laat Valla Dia, wiens brein nu in Xaxa’s lichaam zit, nadien ontwaken en belooft haar dat hij haar oude lichaam terug zal stelen. Uiteindelijk blijkt dat Ras Thavas Vad Varo getraind heeft omdat hij zelf zijn einde voelt naderen en iemand nodig heeft om zijn eigen brein in een jonger lichaam te zetten. Vad Varo doet dit, maar niet voordat hij Ras Thavas laat beloven om Valla Dia haar lichaam terug te geven indien de kans daartoe zich aandient.  
Om Valla Dia’s brein zolang te beschermen, plaatst Vad Varo Xaxa’s lichaam weer in een schijndood en verstopt haar. Vervolgens laat hij drie andere slachtoffers van Ras Thavas ontwaken om hem te helpen: Gor Hajus (een gevreesde huurmoordenaar), Dar Tarus (een krijger uit Phundahl wiens brein is verwisseld met Xaxa’s rechterhand Sag Or) en Hovan Du, een man wiens brein in het lichaam van een witte aap is overgezet. Samen ontsnappen ze van het eiland en bereiken na een tussenstop in de stad Toonol Phundahl. Daar aangekomen blijkt Ras Thavas Xaxa al gewaarschuwd te hebben. Het viertal wordt gearresteerd, maar Vad Varo en Gor Hajus kunnen ontsnappen en zich verstoppen in de tempel van het paleis, waar Xaxa en andere hooggeplaatste figuren uit Phundahl de god Tur aanbidden. 
Vad Varo en Gor Hajus ontdekken bij toeval dat het standbeeld van Tur, dat in de tempel staat, feitelijk een grote animatronic is die van binnenuit kan worden bestuurd; een feit waar zelfs Xaxa niet van op de hoogte is. De twee doen hier hun voordeel mee door tijdens de eerstvolgende ceremonie Tur te laten “spreken” en zo zowel Xaxa als Sag Or te dwingen zich over te geven. Met hun twee gevangenen keert het gezelschap terug naar Ras Thavas’ eiland. Ras Thavas is nergens te bekennen, maar Vad Varo geeft Valla Dia, Dar Tarus en Hovan Du’s allemaal hun eigen lichaam terug. Na de geslaagde operatie keert de hele groep weer terug naar Phundahl, waar Vad Varo het beeld van Tur nog eenmaal gebruikt om Xaxa te dwingen haar troon af te staan aan Dar Tarus. Xaxa sterft korte tijd later. 
Hovan Du en Gor Hajus blijven nadien in Phundahl om Dar Tarus bij te staan. Vad Varo en Valla Dia treden in het huwelijk en Vad Varo ontmoet voor het eerst John Carter wanneer deze naar Phundahl komt. Ook Ras Thavas komt naar Phundahl; hij was van zijn eiland verdreven door Toonolse soldaten toen de jeddak van Toonol had vernomen dat de beruchte moordenaar Gor Hajus weer was gezien in Toonol en Ras Thavas hiervoor verantwoordelijk achtte. John Carter belooft Ras Thavas militaire steun om zijn eiland terug te krijgen indien de wetenschapper zijn talenten voortaan ten goede zal benutten.

## Achtergrond
The Master Mind of Mars droeg aanvankelijk de werktitels A Weird Adventure on Mars en Vad Varo of Barsoom. 
Burroughs was niet in staat zijn verhaal te verkopen aan zijn gebruikelijke tijdschriften. Een theorie is dat de uitgevers van deze tijdschriften de satirische manier waarop Burroughs religieus fundamentalisme weergaf in The Master Mind of Mars ongepast vonden. Burroughs was daarom gedwongen uit te wijken naar een nieuw tijdschrift. Hij kreeg voor het verhaal 1250 dollar, een derde van wat hij voor zijn vorige verhaal kreeg van Argosy All-Story.
Het verhaal bevindt zich tegenwoordig in het publiek domein. 